# Monte Jamanota
El monte Jamanota o cerro Jamanota (en papiamento: Sero Jamanota), con 188 metros sobre el nivel del mar (equivalentes a 620 pies), es el punto más alto en la isla caribeña de Aruba, perteneciente al Reino de los Países Bajos.

## Características

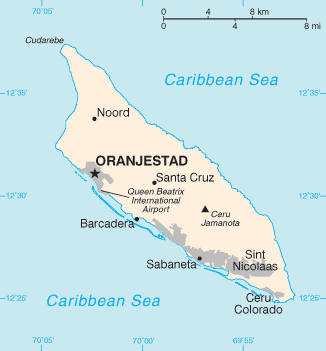
Mapa de Aruba que muestra la ubicación del monte Jamanota

Es visible desde todo el territorio arubeño. Cabras y burros salvajes andan libres en la montaña. El panorama desde su cumbre incluye el paso del hombre francés, en la costa sur, donde los aborígenes defendieron su isla contra los franceses. La zona es conocida por sus pericos salvajes. Está ubicada en la parte volcánica del centro de Aruba, que se diferencia del resto que posee ondulantes colinas de piedra caliza. Desde la década de 1840 a la década de 1910 el Jamanota fue uno de los dos centros de la "fiebre del oro" en Aruba,  El oro no se extraía en la superficie, sino en una mina que debía ser excavada. Alrededor de 1885 la mina ya se había agotado, pero a comienzos de siglo XX, la minería del oro se volvo a practicar. En la parte superior del Jamanota existe una antena de radio.